# Томас Грем
Томас Грем (англ. Thomas Graham; 21 грудня 1805, Глазго — 16 вересня 1869, Лондон) — шотландський хімік, який відомий як один із засновників колоїдної хімії, а також своїми піонерськими роботами в галузі діалізу та дифузії газів.

## Життя і робота
Томас Грем народився в Глазго, Шотландія. Батько Грема був успішним текстильним промисловцем, і хотів щоб його син став священнослужителем у Церкві Шотландії. Замість цього, всупереч бажанню батька, Грем став у 1819 році студентом університету Глазго. Там в ньому прокинувся сильний інтерес до хімії.

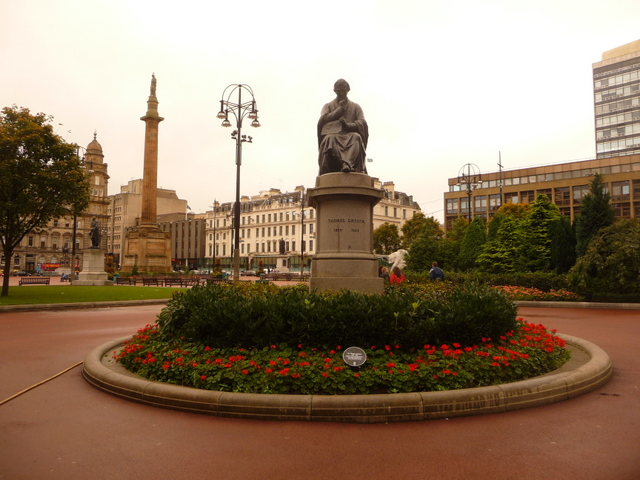
Пам'ятник Грему в Глазго

У 1826 році, після отримання ступеня магістра мистецтв (Master of Arts), він покинув університет. Згодом працював в різних коледжах і університетах: у 1827-1828 роках в Единбурзькому університеті, з 1829 року — в університеті Глазго (з 1830 — професор), в 1837—1855 роках — професор Лондонського університетського коледжу. Останні 15 років життя (1854—1869) Грем займає посаду директора Монетного двору.
Член Лондонського королівського товариства. У 1836 році Лондонське королівське товариство нагородило вченого однією зі своїх вищих нагород — Королівською медаллю; в 1850 році Грем був удостоєний цієї нагороди вдруге.
У 1841 році Грем став одним із засновників Лондонського хімічного товариства і його першим президентом (1841—1843, 1845—1847). З 1866 року іноземний член-кореспондент Петербурзької академії наук та Шведської королівської академії наук.
Томас Грем помер 16 вересня 1869 року в місті Лондоні.

## Наукова робота
Томас Грем відомий найважливішими відкриттями в області молекулярних явищ, ставши одним із засновників сучасної колоїдної хімії. Зокрема, він ввів базові терміни нової науки: колоїди, золь і гель. Вивчення процесів дифузії призвело до відкриття газового закону, згідно якого швидкість ефузії газу обернено пропорційна квадратному кореню його молярної маси (закон Ґрема). Він є першовідкривачем діалізу: з допомогою винайденого ним діалізатора йому вдалося розділити колоїди (повільно дифундують і не утворюють кристалів) і кристаллоїди (швидко дифундують і здатні до кристалізації).